# عشاري برومو ثنائي فينيل الإيثر
عشاري برومو ثنائي فينيل الإيثر هو مركب بروم عضوي صيغته C12Br10O، ويوجد في الشروط القياسية على شكل صلب بلوري أبيض؛ وهو ينتمي بنيوياً إلى إيثرات ثنائي الفينيل متعدد البروم.

## الخواص
يوجد المركب في الشروط القياسية على شكل صلب ذي لون أبيض، وقد يعثر عليه بلون أصفر شاحب، وهو عملياً غير منحل في الماء.

## الاستخدامات
يستخدم عشاري برومو ثنائي فينيل الإيثر بشكل واسع ضمن مثبطات اللهب المُبَرْوَمَة. ينتج من هذا المركب الآلاف من الأطنان حول العالم.

## المخاطر
لهذا المركب عدد من المخاطر البيئية والصحية.